# Thiago Araujo da Silva
Thiago Araujo da Silva (sinh ngày 22 tháng 6 năm 1983) là một cầu thủ bóng đá người Brasil.

## Sự nghiệp câu lạc bộ
Thiago Araujo da Silva đã từng chơi cho Matsumoto Yamaga FC.